# Michelle Hunziker
Michelle Yvonne Hunziker (pronuncia tedesca: [miˈʃɛl ˈhʊnt͡sikɐ], pronuncia italiana: /miʃˈʃɛl ˈunt͡siker/; Sorengo, 24 gennaio 1977) è una conduttrice televisiva, showgirl, attrice e modella svizzera con cittadinanza italiana.
Debutta nella televisione italiana nel programma Buona Domenica come concorrente di Miss Buona Domenica nel 1994; trova il successo conducendo il programma pomeridiano di Italia 1 Colpo di fulmine.
Negli anni successivi, oltre a condurre trasmissioni per televisioni tedesche come Deutschland sucht den Superstar (format teutonico di Pop Idol), e svizzere (conducendo Cinderella su TV3), in Italia conduce Zelig, Scherzi a parte, Paperissima, Striscia la notizia, oltre al Festivalbar 2002 e Festivalbar 2003.
Nella seconda metà degli anni duemila recita come protagonista nella prima stagione della sitcom televisiva Love Bugs, quindi partecipa ad alcuni cinepanettoni al fianco di Christian De Sica e a spettacoli teatrali con la Compagnia della Rancia.
Nel 2006 ha pubblicato un album musicale intitolato Lole che fu di scarso successo commerciale e di critica.
Nel settembre 2012, la rivista svizzera Bilanz colloca Hunziker al primo posto nella lista delle donne più pagate della Svizzera e al sesto tra i più pagati in assoluto, con un reddito di 8,2 milioni di euro all'anno.
Nel maggio 2025 ha condotto la finale dell’Eurovision Song Contest 69ª edizione, tenutasi a Basilea in Svizzera dal 13 al 17 dello stesso mese.  

## Biografia

### L'infanzia e l'arrivo in Italia
Figlia ultimogenita di Rudolf Hunziker, detto Rodolfo, pittore ticinese di origini svizzero-tedesche, morto nell'agosto 2001 a 60 anni e di Ineke Smith (olandese con lontane origini indonesiane), nasce in Canton Ticino a Sorengo, nella Clinica Sant'Anna, e trascorre i suoi primi anni nella vicina Caslano. Ha un fratellastro da parte di padre, Andrea (1964), della cui esistenza viene tenuta all'oscuro, e un fratello, Harold (1970), con cui cresce. Nel 1983 si trasferisce con la famiglia a Ostermundigen, nei pressi della capitale Berna (Svizzera tedesca), dove frequenta le elementari. Dopo la separazione dei genitori, il padre ritorna a Caslano e lei si trasferisce con la madre e il fratello a Zuchwil, nel Canton Soletta.
Nel 1994, a 17 anni, Michelle parte per Milano alla ricerca di un lavoro nel campo della moda. Dopo alcuni "no" da parte di agenzie di moda, come la Fashion e la Why Not, inizia una relazione con il presentatore Marco Predolin e viene selezionata alla Riccardo Gay con la quale inizia a sfilare per firme importanti della moda come Giorgio Armani, Rocco Barocco e La Perla. Sempre nel 1994 è 2ª classificata al concorso di bellezza Fotomodella dell'Anno.

### Gli esordi in TV

Paolo Bonolis e Michelle Hunziker ne I cervelloni (1996)

Appare in TV per la prima volta nella stagione 1994–1995 nella trasmissione Buona Domenica condotta da Gabriella Carlucci e Gerry Scotti, come concorrente del concorso di bellezza Miss Buona Domenica. Successivamente prende parte con un piccolo ruolo a Mai dire Gol del lunedì con la Gialappa's, a Numero Uno con Pippo Baudo e nella primavera del 1996 affianca Paolo Bonolis alla conduzione del programma I cervelloni in onda su Rai 1.
All'inizio del 1997 decide di intraprendere la strada della recitazione iscrivendosi alla scuola professionale del M.A.S di Milano diretta dalla coreografa Susanna Beltrami. Nell'estate 1997 passa a Mediaset, prima su Canale 5 per condurre con il Gabibbo Paperissima Sprint (nella quale è interprete della sigla intitolata Fritto misto con Maria Dal Rovere e il pupazzo), poi su Italia 1 per condurre nella stagione 1997-1998 la 3ª edizione del programma pomeridiano Colpo di fulmine, succedendo ad Alessia Marcuzzi e nello stesso anno prende parte alla miniserie TV I misteri di Cascina Vianello, con Sandra Mondaini e Raimondo Vianello.
Nel 1998, partecipa poi alla miniserie TV La forza dell'amore con la regia di Vincenzo Verdecchi. Presenta Goldene Kamera con Thomas Gottschalk, in onda su ZDF, la seconda rete tedesca. Nello stesso anno torna in Italia conducendo La festa del disco con Pippo Baudo a Canale 5 e gira il suo primo film, Voglio stare sotto al letto, insieme a Giorgio Pasotti.
Nel 1999, per la fondazione del primo canale televisivo privato svizzero TV3, si reca in Svizzera per condurre il programma Cinderella, nel quale un parrucchiere, un truccatore e un esperto d'immagine aiutano una persona famosa ed una sconosciuta ad assumere un nuovo aspetto.
Nello stesso anno su ZDF conduce lo show Michael Jackson & Friends, a Monaco di Baviera, con Thomas Gottschalk. Grazie ad apparizioni in talk show tedeschi e alla crescente popolarità è chiamata a condurre, con Thomas Elstner, il primo programma Erstes Glück (in onda su SWR/Das Erste), format che prevede l'intervista a personaggi dello spettacolo riguardo alle loro prime esperienze amorose. Dato lo scarso successo, però, la trasmissione viene cancellata dal palinsesto.
Dal 1999 al 2001 presenta Nonsolomoda, in onda ogni domenica sera in seconda serata su Canale 5.

### Dal 2000 al 2010

Alberto Tomba e Michelle Hunziker sul set di Alex l'ariete (2000): nonostante la critica negativa, il film è diventato di culto nell'ambito del cinema trash italiano

Nel 2000 è co-protagonista con Alberto Tomba del film per il cinema Alex l'ariete, clamoroso flop di botteghino e di critica. La sua carriera nel mondo del cinema ha dovuto attendere qualche anno per prendere una piega migliore, anche se quella attoriale non è rimasta tra le sue attività prioritarie.
Dal 2000 al 2003 presenta Zelig, su Italia 1, con Claudio Bisio. Nello stesso anno presenta Scherzi a parte su Canale 5. Inoltre conduce Donna sotto le stelle sempre su Canale 5 con Gerry Scotti e Tacchi a spillo su Italia 1 con Claudio Lippi.

#### Deutschland sucht den Superstar
Nel novembre 2002, l'emittente privata tedesca RTL di Colonia dà inizio alla trasmissione Deutschland sucht den Superstar (DSDS) basata sul format inglese Pop Idol. Michelle conduce il programma in coppia con il giovane conduttore tedesco Carsten Spengemann. La trasmissione, in onda il sabato sera, raggiunge ascolti record con più di 15 milioni di telespettatori e picchi di share del 65%. Visto il grande successo, Michelle continua a condurre il programma fino al 2005, per un totale di 3 stagioni.
Al termine della 1ª edizione del programma, nell'autunno del 2003, conduce su Italia 1 Superstar Tour, versione italiana di Deutschland sucht den Superstar. La versione italiana, però, riscuote poco successo e l'appuntamento settimanale in prima serata viene subito interrotto, mentre l'edizione pomeridiana e quotidiana dello show, condotta da Daniele Bossari, prosegue fino alla fine della stagione.

#### Altri lavori

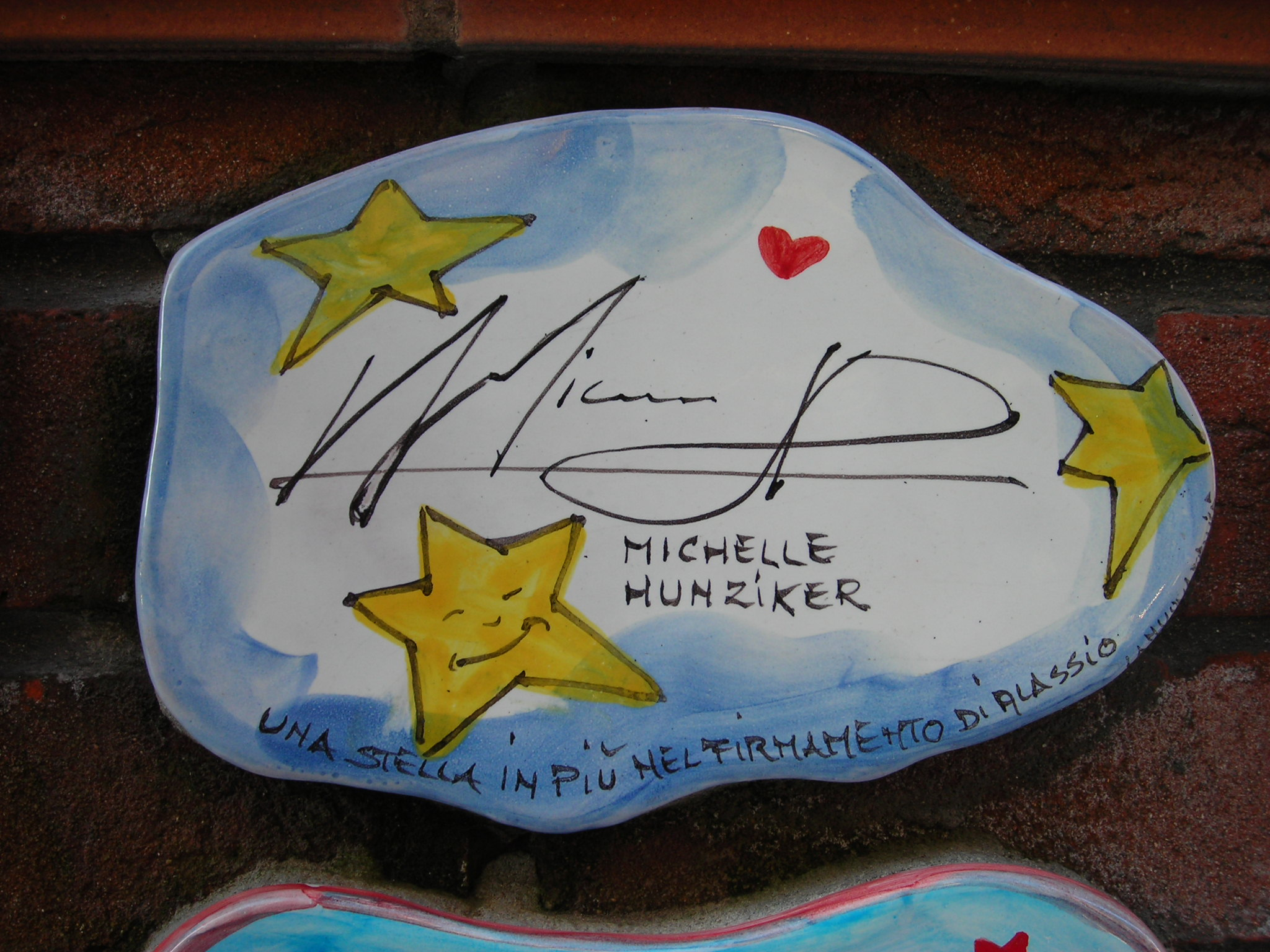
La piastrella del Muretto di Alassio autografata da Michelle Hunziker

Nel 2002, Michelle conduce il Festivalbar in trio con Daniele Bossari e Alessia Marcuzzi, mentre nell'edizione 2003 è in coppia con Marco Maccarini.
Nel 2004 recita nella sit-com Love Bugs insieme a Fabio De Luigi, in onda su Italia 1. Nonostante il grande successo del programma, Hunziker sarà sostituita dall'ex velina Elisabetta Canalis nella 2ª stagione.
Nello stesso periodo conduce con Gerry Scotti 3 edizioni di Paperissima, uno degli show di punta in casa Mediaset, in onda nel 2004, nel 2006 e nel 2008. Ne condurrà altre 2 nel 2011 e nel 2013 per un totale di 5 edizioni.
Nel 2005 il regista Saverio Marconi la sceglie come protagonista del musical Tutti insieme appassionatamente della Compagnia della Rancia. Lo spettacolo ottiene un riscontro positivo e registra oltre 60.000 biglietti staccati al botteghino. Sempre nello stesso anno, conduce con Gerry Scotti Chi ha incastrato lo zio Gerry? (remake di Chi ha incastrato Peter Pan? di Paolo Bonolis e Luca Laurenti) con protagonisti i bambini che si esibiscono in candid camera.
Nel settembre 2005 doppia l'ippopotamo Gloria nel film d'animazione Madagascar.

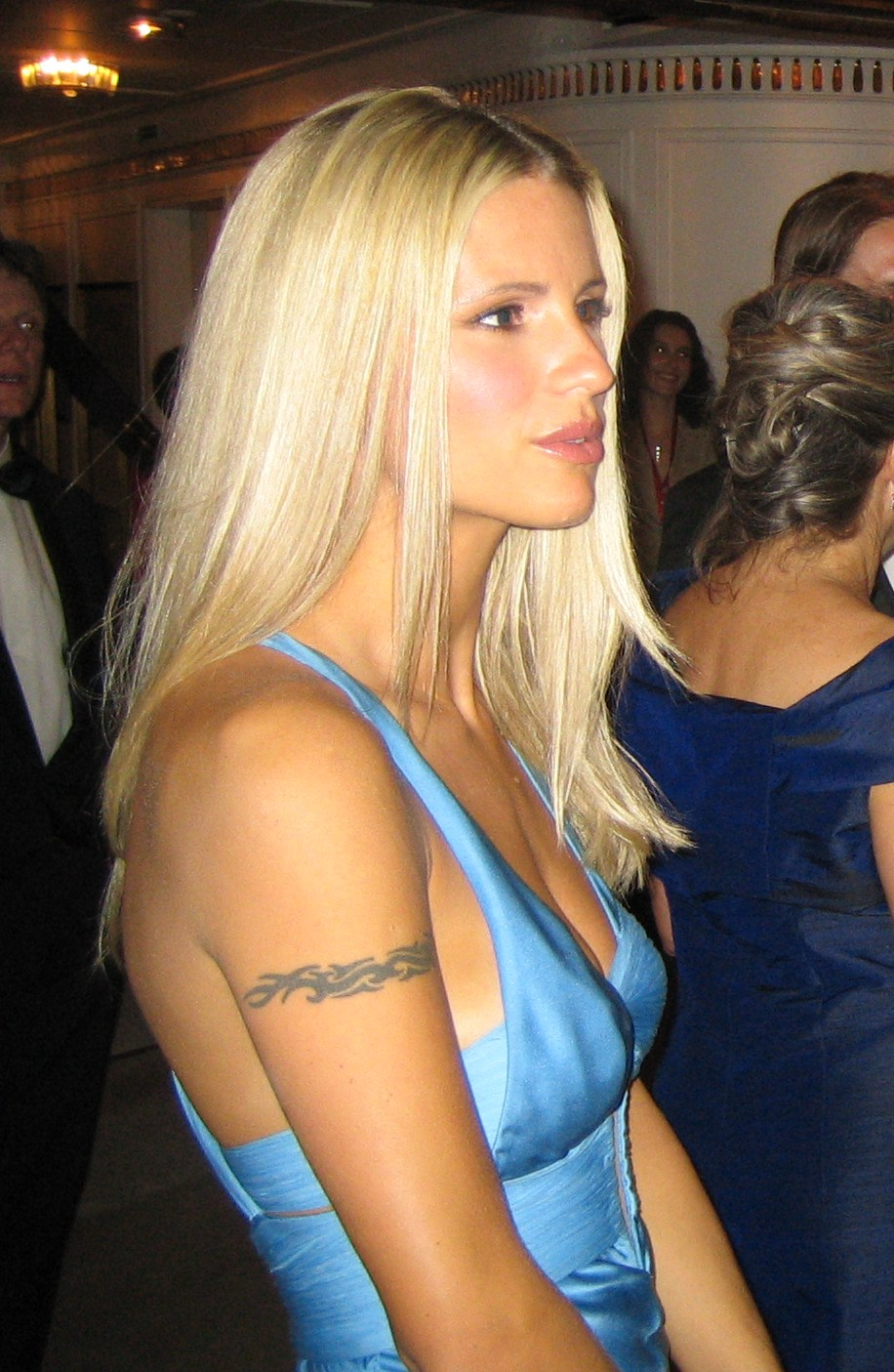
Michelle Hunziker nel 2006

Nel 2006 tenta la carriera musicale. A fine ottobre, infatti, viene pubblicato per l'etichetta discografica Sony BMG il singolo From Noon Till Midnight, anticipo del primo album intitolato Lole (nomignolo con il quale il padre la chiamava da bambina), destinato al solo mercato tedesco, svizzero e austriaco. Il disco, però, è un insuccesso commerciale, così come l'unico singolo From Noon Till Midnight. All'insuccesso di vendita si accompagnano molte recensioni negative.
Con Pippo Baudo conduce le edizioni 2006 e 2008 del Gran premio dello spettacolo e soprattutto il Festival di Sanremo 2007; l'esperienza la vede al centro di aspre critiche per il compenso faraonico di 1 milione di euro richiesto e ottenuto dalla conduttrice. Rai 3 con Blob la immortala in una sigla animata insieme a Pippo Baudo e Piero Chiambretti in un cartone animato realizzato da Mario Verger, andato in onda proprio in occasione della prima serata del Festival.
Il 26 gennaio 2007 torna, prima al Teatro della Luna di Milano poi al Teatro Sistina di Roma, con il musical Cabaret, prodotto nuovamente dalla Compagnia della Rancia e diretto da Saverio Marconi.
Dal 2007 inizia una serie di apparizioni nei cinepanettoni assieme a Christian De Sica: Natale in crociera (2007), Natale a Rio (2008) e Natale a Beverly Hills (2009). Nei primi due ha l'occasione di riformare con Fabio De Luigi la coppia di Love Bugs.
Nel 2008 partecipa come ospite a sorpresa a Buona la prima, trasmissione di Ale e Franz su Italia 1. La particolarità dello show è di essere totalmente basato sull'improvvisazione teatrale senza un copione.
Dal 3 ottobre 2009 alla primavera del 2010 e poi dall'autunno successivo, conduce sui canali ZDF, ORF e SF, in coppia con Thomas Gottschalk, Wetten, dass...?, format televisivo adattato in Italia, negli anni ’90 come Scommettiamo che...?, uno degli show più popolari in Germania, Austria e Svizzera. Nel programma vengono ospitati nomi noti dello spettacolo tra i quali Sophia Loren e l'ex marito di Michelle Eros Ramazzotti, oltre a diverse superstar di Hollywood.

### Dal 2010 al 2025
Dal 15 ottobre 2010 è protagonista del one woman show teatrale Mi scappa da ridere, scritto in collaborazione con Riccardo Cassini, Piero Guerrera e Francesco Freyrie. Lo spettacolo è diretto da Giampiero Solari e prodotto da Ballandi Multimedia. Nel 2011 conduce Paperissima con Gerry Scotti, esperienza che replicherà per la 5ª e ultima volta nel 2013.
Dal 5 maggio 2012 veste il ruolo di giudice insieme a Dieter Bohlen e Dana Schweiger nel programma tedesco DSDS kids su RTL. Sempre in Germania, da settembre a dicembre 2012, è giudice insieme a Thomas Gottschalk e Dieter Bohlen, nel programma Das Supertalent, versione tedesca di Got Talent, su RTL.
Dal 26 marzo 2014 conduce un programma tutto suo dal titolo Die große Überraschungsshow su ZDF. Da ottobre 2014 torna a condurre per due puntate, affiancata prima da Rocco Papaleo, poi dal Mago Forest, Zelig, giunto alla 18ª edizione.
Nel maggio 2016 conduce su Canale 5 la serata evento Bocelli and Zanetti Night. A dicembre 2016 conduce Zelig Event con Christian De Sica per celebrare i venti anni dello show comico di Canale 5. Sempre a dicembre conduce House Party, show musicale prodotto da Maria De Filippi. Con Michelle Hunziker c'è un trio di tenori: Il Volo. Il 26 dicembre 2016 conduce su Canale 5 gli Italian Musical Awards.
Nel 2018, conduce il 68º Festival di Sanremo con Claudio Baglioni e Pierfrancesco Favino. E in seguito conduce, insieme alla figlia Aurora, Vuoi scommettere? rifacimento del celebre Scommettiamo... che?.
Dal 16 maggio 2019 è conduttrice per Canale 5 di un nuovo show musicale, All Together Now, con un "Muro" di 100 giudici, capitanato da J-Ax. Il successo è tale che viene riproposto con 3 nuove edizioni (tra il 2020 e il 2021) e una puntata speciale soprannominata Kids a tema natalizio con protagonisti i bambini.
Il 9 ottobre 2019, conduce la 1ª edizione di Amici Celebrities, la versione Vip di Amici di Maria De Filippi.
Il 16 e 23 febbraio 2022 torna su Canale 5 con Michelle Impossible, programma autocelebrativo per ripercorrere la sua carriera tra TV e vita privata. Tra i tanti amici chiamati a condividere il palco con lei, l'ex marito Eros Ramazzotti con il quale non appariva in TV da venti anni. Dal 22 febbraio all'8 marzo 2023 e dal 6 al 20 marzo 2024 vanno in onda altre due edizioni del programma. Dal 22 novembre 2023 è una delle giudici di Io canto Generation, talent show di Canale 5 condotto da Gerry Scotti. Dopo aver condotto Io canto Family nei mesi di maggio e giugno del 2024, nei mesi di ottobre e novembre è tornata a ricoprire il ruolo di giudice per Io canto Generation. A dicembre viene trasmesso Andrea Bocelli 30 - The Celebration, l’evento condotto dalla Hunziker che celebra i 30 anni di carriera del tenore. Inizia il 2025 alla conduzione, su Canale 5, del concerto Pooh - Noi amici per sempre.; oltre all'impegno a Striscia, è una delle presentatrici della serata finale dell'Eurovision Song Contest 2025.

### Striscia la notizia
Michelle Hunziker fa parte del gruppo dei conduttori storici di Striscia la notizia, programma che si definisce "telegiornale satirico", in onda su Canale 5. La conduttrice italo-svizzera, infatti, ha presentato periodicamente il programma in coppia dal 2004 a oggi. La prima volta conduce con Ezio Greggio dal 27 settembre 2004 all'8 gennaio 2005, mentre la seconda volta, sempre con Greggio, dal 16 gennaio al 4 marzo 2006; la coppia Greggio-Hunziker sarà riconfermata anche dal 25 settembre al 16 dicembre 2006 e per alcuni periodi delle edizioni successive sino al 5 ottobre 2019.

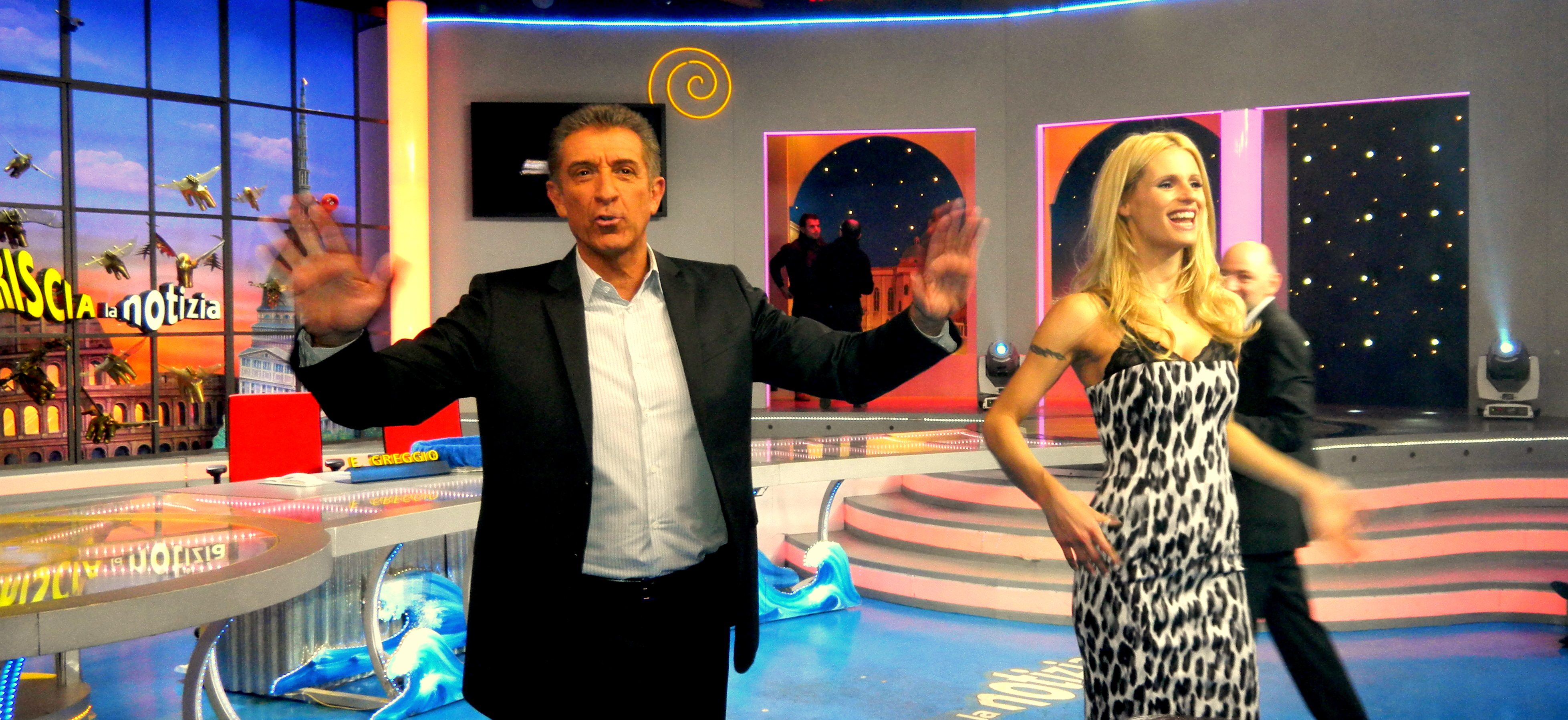
Ezio Greggio e Michelle Hunziker a Striscia la notizia (2012)

In questa trasmissione veste anche i panni di un personaggio demenziale, Losanna, che descrive come una sua cugina, caricatura di una giornalista della Svizzera italiana, vestita come una ragazza di campagna dai modi molto ruspanti e con una marcatissima inflessione ticinese nel parlare la lingua italiana. Conduce Striscia la Notizia anche dal 7 gennaio al 29 marzo 2008, sempre in coppia con Ezio Greggio. Dal 12 gennaio al 28 marzo 2009 la stessa coppia, ormai rodata ed amata dai telespettatori, viene riconfermata anche per i tre anni successivi (dall'11 gennaio al 27 marzo 2010, dal 10 gennaio 2011 al 26 marzo 2011, dal 9 gennaio 2012 al 31 marzo 2012 e dal 24 settembre 2012 al 5 gennaio 2013).
Nell'autunno 2013 invece, Michelle Hunziker conduce il programma prima in coppia con Virginia Raffaele, poi con Chiambretti ed infine dal 28 ottobre 2013 al 6 gennaio 2014 con il suo partner storico Ezio Greggio. L'edizione 2014/2015 la vede ancora in coppia all'inizio con Chiambretti, e dal 13 ottobre 2014 al 6 gennaio 2015 con Greggio.
L'edizione 2015/2016 la vede in coppia nelle puntate del 21 e 22 settembre con Maria De Filippi, nelle puntate del 23 e 24 settembre con Gerry Scotti, e nelle puntate del 25 e 26 settembre con Mara Venier. In seguito, la vede in coppia dal 28 settembre al 24 ottobre con Christian De Sica, mentre dal 26 ottobre al 28 novembre nuovamente con Greggio. Dal 30 ottobre 2015 al 23 gennaio 2016 lascia il posto ad Enzo Iacchetti. Dal 25 gennaio al 6 febbraio 2016 torna a condurre il telegiornale satirico con Greggio, mentre dall'8 febbraio all'11 giugno i due conduttori lasciano il posto al duo comico Ficarra e Picone.
Dal 26 settembre al 19 novembre 2016, riprende la conduzione di Striscia la Notizia con conduttori a rotazione tra cui Belén Rodriguez, Luca e Paolo e Chiambretti e poi con il suo partner storico Ezio Greggio.
Ritorna a condurre Striscia la notizia dal 23 gennaio al 4 febbraio 2017 e ancora dal 4 dicembre al 3 febbraio 2018 (prima con Ezio Greggio e successivamente con Gerry Scotti).
L'edizione 2018/2019 la vede in coppia con Ezio Greggio dal 24 settembre al 13 ottobre 2018 e in coppia con Gerry Scotti dal 15 aprile all'8 giugno 2019. Anche l'edizione 2019/2020 la vede in coppia prima con Ezio Greggio (dal 23 settembre al 5 ottobre 2019) e poi con Gerry Scotti (dal 9 marzo al 27 giugno 2020), mentre dall'edizione 2020-2021 alla 2023-2024 conduce in coppia solo con lui. Nella stagione 2024-2025 con Nino Frassica e anche con Scotti.

### Altre attività
Ha creato, insieme all'avvocato e parlamentare Giulia Bongiorno, Doppia Difesa, una fondazione ONLUS per assistere le donne vittime di discriminazioni, violenze o abusi.

## Vita privata
Nel 1994, ancora minorenne, ha avuto una relazione con il conduttore televisivo Marco Predolin, di 26 anni più grande, situazione che all'epoca fece scalpore proprio per la minore età della Hunziker.
Dopo la fine della storia con Predolin, nell'estate del 1995 ha conosciuto, dopo un concerto a Milano, il cantautore Eros Ramazzotti, con cui ha avuto la figlia Aurora Sophie Ramazzotti, nata il 5 dicembre 1996. Ramazzotti e Hunziker si sono sposati con una cerimonia religiosa il 24 aprile 1998 al castello Orsini-Odescalchi di Bracciano. Tra gli ospiti anche Tina Turner, che durante la cerimonia ha cantato un brano gospel. La coppia si è separata nel marzo 2002 per poi divorziare nel 2009, rimanendo comunque in ottimi rapporti negli anni successivi.
Nel 2011 si è legata sentimentalmente all'imprenditore Tomaso Trussardi, figlio di Nicola Trussardi, fondatore dell'omonima casa di moda; il 10 ottobre 2013 è nata la loro prima figlia, Sole Trussardi. Il 10 ottobre 2014 i due si sono sposati al palazzo della Ragione di Bergamo. L'8 marzo 2015 è nata la loro seconda figlia, Celeste Trussardi. I due si sono separati nel gennaio 2022, dopo quattro anni di convivenza e sette di matrimonio.
Nel 2017 ha dichiarato di essere stata plagiata e di aver fatto parte di una setta nel periodo tra il 2001 e il 2006.
Il 30 marzo 2023 è diventata nonna dopo che la figlia Aurora ha partorito un bimbo, Cesare.

## Filmografia

### Attrice

#### Cinema
- Voglio stare sotto al letto, regia di Bruno Colella (1999)
- The Protagonists, regia di Luca Guadagnino (1999)
- Alex l'ariete, regia di Damiano Damiani (2000)
- Ancient Warriors, regia di Walter von Huene (2003)
- Natale in crociera, regia di Neri Parenti (2007)
- Natale a Rio, regia di Neri Parenti (2008)
- Natale a Beverly Hills, regia di Neri Parenti (2009)
- Amore nero, regia di Raoul Bova – cortometraggio (2011)
- L'amore che vorrei, regia di Gabriele Pignotta – cortometraggio (2016)

#### Televisione
- I misteri di Cascina Vianello – serie TV, episodio 1x01 (1997)
- La forza dell'amore, regia di Vincenzo Verdecchi – miniserie TV (1998)
- Love Bugs – sitcom TV (2004)
- Idol × Warrior Miracle Tunes! – serie TV (2018)

### Doppiatrice

#### Cinema
- Gloria in Madagascar

## Teatro
- Tutti insieme appassionatamente, di Howard Lindsay e Russel Crouse, regia di Saverio Marconi. Compagnia della Rancia (2005)[33]
- Cabaret, di Joe Masteroff, regia di Saverio Marconi. Compagnia della Rancia (2007)[34]
- Mi scappa da ridere, di Riccardo Cassini, Francesco Freyrie, Piero Guerrera e Giampiero Solari, regia di Giampiero Solari. Teatro municipale Romolo Valli di Reggio Emilia (2010)[35]

## Programmi televisivi

### Italia
- Bellissima (Canale 5, 1993) – concorrente
- Buona Domenica (Canale 5, 1994-1995) – concorrente del concorso Miss Buona Domenica
- Mai dire Gol (Italia 1, 1995)
- Numero Uno (Rai 1, 1995-1996) – inviata
- I cervelloni (Rai 1, 1996)
- Paperissima Sprint (Canale 5, 1997)
- Colpo di fulmine (Italia 1, 1997-1998)
- La festa del disco (Canale 5, 1998)
- Partita del cuore (Rai 1, 1999)
- Nonsolomoda (Canale 5, 2000-2001)
- Zelig (Italia 1, 2000-2003; Canale 5, 2014)
- Donna sotto le stelle (Canale 5, 2001)
- Tacchi a spillo (Italia 1, 2001)
- Scherzi a parte (Canale 5, 2002)
- Festivalbar (Italia 1, 2002-2003)
- Zelig Circus (Italia 1, Canale 5, 2003)
- Zelig Off (Italia 1, 2003)
- Superstar Show (Italia 1, 2003)
- La fabbrica del sorriso (Canale 5, 2003)
- Striscia la notizia (Canale 5, dal 2004)
- Paperissima - Errori in TV (Canale 5, 2004-2013)
- Gran Premio Internazionale dello Spettacolo (Canale 5, 2006, 2008)
- Festival di Sanremo (Rai 1, 2007, 2018)
- Striscia la domenica (Canale 5, 2012-2013)
- Bocelli & Zanetti Night (Canale 5, 2016)
- Zelig Event (Canale 5, 2016)
- House Party (Canale 5, 2016)[36]
- Italian Musical Awards (Canale 5, 2016)
- Vuoi scommettere? (Canale 5, 2018)
- Lucio! (Canale 5, 2018)
- All Together Now - La musica è cambiata (Canale 5, 2019-2021)
- Amici Celebrities (Canale 5, 2019)
- All Together Now - La supersfida (Canale 5, 2020)
- All Together Now Kids (Canale 5, 2021)
- Michelle Impossible (Canale 5, 2022)
- Michelle Impossible & Friends (Canale 5, 2023-2024)
- Io canto Generation (Canale 5, 2023-2024) – giurata
- Io canto Family (Canale 5, 2024-2025)
- Andrea Bocelli 30 - The Celebration (Canale 5, 2024)
- Pooh - Noi amici per sempre (Canale 5, 2025)

### Germania
- Goldene Kamera Award (ZDF, 1998, 2014)
- Michael Jackson & Friends (RTL, 1999)
- Erstes Glück (ZDF, 1999)
- Deutschland sucht den Superstar (RTL, 2002-2005)
- Starduell (RTL, 2003)
- Wetten, dass? (ZDF, 2009-2011; 2021)
- DSDS Kids (RTL, 2012)
- Das Supertalent (RTL, 2012)
- Golden Camera Awards (ZDF, 2014)
- Die große Überraschungsshow (ZDF, 2014)
- Superkids (RTL, 2016)
- Superpets (RTL, 2016)
- Pluscity (LT1, 2016)
- It's Showtime (ZDF, 2017)
- Das große Sommer-Hit-Festival (ZDF, 2017)
- Das groß Schlagerfestival 2017 (ZDF, 2017)
- Das Sommer Open Air (ZDF, 2017)
- Big Performance (RTL, 2020)
- Pretty in Plüsch (Sat1, 2020)
- LOL: Last One Laughing - XMAS Special (Prime Video, 2023) – concorrente
- Udo Jürgens For Ever (Das Erste, 2024)

### Svizzera
- Cinderella (TV3, 1999)
- Eurovision Song Contest (serata finale) (SRG SSR, Eurovisione, 2025)

## Discografia

### Album
- 2006 – Lole

### Singoli
- 2006 – From Noon Till Midnight
- 2019 – Michkere
- 2019 – Ciapet (feat. Alborosie)
- 2019 – Michkere

### Videoclip
- 1997 – Più bella cosa[37]
- 2006 – From Noon Till Midnight[38]
- 2019 – Michkere[39]
- 2019 – Ciapet[40]
- 2019 – Last Christmas[41]
- 2022 – Ama[42]

## Opere
- Michelle Hunziker e Giulia Bongiorno, Con la scusa dell'amore, Milano, Longanesi, 2013, ISBN 978-88-304-3607-7. Ospitato su Internet Archive.
- Michelle Hunziker, Una vita apparentemente perfetta, Milano, Mondadori, 2017, ISBN 978-88-04-68370-4.

## Riconoscimenti
- Premio TV - Premio regia televisiva
  - 2002 – Nella categoria Top Ten per Scherzi a parte
  - 2003 – Nella categoria Top Ten per Zelig Circus
  - 2003 – Miglior programma in assoluto per Zelig Circus
  - 2003 – Miglior personaggio femminile[43]
  - 2005 – Nella categoria Top Ten per Paperissima
  - 2005 – Nella categoria Top Ten per Striscia la notizia
  - 2005 – Miglior personaggio femminile[44]
  - 2006 – Nella categoria Top Ten per Striscia la notizia
  - 2007 – Nella categoria Top Ten per Festival di Sanremo
  - 2007 – Nella categoria Top Ten per Striscia la notizia
  - 2007 – Miglior personaggio femminile[45]
  - 2007 – Miglior programma in assoluto per Striscia la notizia[45]
  - 2008 – Nella categoria Top Ten per Striscia la notizia
  - 2008 – Miglior personaggio femminile[46]
  - 2008 – Oscar di diamante per Striscia la notizia[46]
  - 2009 – Nella categoria Top Ten per Striscia la notizia
  - 2009 – Miglior personaggio femminile[47]
  - 2010 – Nella categoria Top Ten per Striscia la notizia
  - 2011 – Nella categoria Top Ten per Striscia la notizia
  - 2012 – Nella categoria Top Ten per Striscia la notizia
  - 2013 – Nella categoria Top Ten per Striscia la notizia
  - 2014 – Nella categoria Top Ten per Striscia la notizia
  - 2015 – Nella categoria Top Ten per Striscia la notizia
  - 2016 – Nella categoria Top Ten per Striscia la notizia

- Telegatto
  - 2003 – Trasmissione dell'anno per Zelig Circus[48]
  - 2004 – Miglior trasmissione musicale per Festivalbar 2003[49]
  - 2006 – Trasmissione dell'anno per Striscia la notizia[50]
  - 2007 – Trasmissione dell'anno per Striscia la notizia[51]
  - 2008 – Trasmissione dell'anno per Striscia la notizia[52]
- 2018 - Premio Biagio Agnes